# Neutralidade de carbono
A neutralidade de carbono é um estado de emissões líquidas zero de dióxido de carbono. Isso pode ser alcançado equilibrando as emissões de dióxido de carbono com sua remoção (muitas vezes através da compensação de carbono) ou eliminando as emissões da sociedade (a transição para a "economia pós-carbono"). O termo é usado no contexto de processos de liberação de dióxido de carbono associados ao transporte, produção de energia, agricultura e indústria.
Embora o termo "carbono neutro" seja usado, uma pegada de carbono também inclui outros gases de efeito estufa, medidos em termos de sua equivalência de dióxido de carbono. O termo neutro para o clima reflete a inclusão mais ampla de outros gases de efeito estufa nas mudanças climáticas, mesmo que o CO2 seja o mais abundante. O termo "zero líquido" é cada vez mais usado para descrever um compromisso mais amplo e abrangente com a descarbonização e a ação climática, indo além da neutralidade de carbono, incluindo mais atividades no âmbito das emissões indiretas e, muitas vezes, incluindo uma meta científica de redução de emissões, em vez de depender apenas da compensação. Alguns cientistas do clima afirmaram que “a ideia do 'zero líquido' licenciou uma abordagem imprudente de 'queime agora, pague depois', que viu as emissões de carbono continuarem a subir”.